# Japan Open Tennis Championships 2013 - Qualificazioni singolare
Le qualificazioni del singolare  del Japan Open Tennis Championships 2013 sono state un torneo di tennis preliminare per accedere alla fase finale della manifestazione. I vincitori dell'ultimo turno sono entrati di diritto nel tabellone principale. In caso di ritiro di uno o più giocatori aventi diritto a questi sono subentrati i lucky loser, ossia i giocatori che hanno perso nell'ultimo turno ma che avevano una classifica più alta rispetto agli altri partecipanti che avevano comunque perso nel turno finale.

## Teste di serie
1. Federico Delbonis (primo turno)
2. Édouard Roger-Vasselin (qualificato)
3. Benjamin Becker (qualificato)
4. Grega Žemlja (primo turno, ritirato)

1. Lukáš Lacko (ultimo turno, Lucky Loser)
2. Michał Przysiężny (ultimo turno, Lucky Loser)
3. Alejandro Falla (ultimo turno)
4. Michael Russell (ultimo turno)

## Qualificati
1. Marco Chiudinelli
2. Édouard Roger-Vasselin

1. Benjamin Becker
2. Ryan Harrison

### Lucky losers
1. Lukáš Lacko

1. Michał Przysiężny

## Tabellone

### Legenda
| - Q = Qualificato - WC = Wild card - LL = Lucky loser | - ALT = Alternate - SE = Special Exempt - PR = Protected Ranking | - w/o = Walkover - r = Ritirato - d = Squalificato |

### Sezione 1
|  | Primo turno | Primo turno       | Primo turno       | Primo turno | Primo turno |  |  | Ultimo turno | Ultimo turno      | Ultimo turno      | Ultimo turno | Ultimo turno |  |
|  |             |                   |                   |             |             |  |  |              |                   |                   |              |              |  |
|  | 1           | Federico Delbonis | Federico Delbonis | 67          | 0           |  |  |              |                   |                   |              |              |  |
|  |             | Marco Chiudinelli | Marco Chiudinelli | 7           | 6           |  |  |              | Marco Chiudinelli | Marco Chiudinelli | 7            | 6            |  |
|  |             | Hiroki Moriya     | Hiroki Moriya     | 3           | 64          |  |  | 8            | Michael Russell   | Michael Russell   | 5            | 4            |  |
|  | 8           | Michael Russell   | Michael Russell   | 6           | 7           |  |  |              |                   |                   |              |              |  |

### Sezione 2
|  | Primo turno | Primo turno            | Primo turno            | Primo turno | Primo turno |  |  | Ultimo turno | Ultimo turno           | Ultimo turno | Ultimo turno | Ultimo turno |  |
|  |             |                        |                        |             |             |  |  |              |                        |              |              |              |  |
|  | 2           | Édouard Roger-Vasselin | Édouard Roger-Vasselin | 6           | 7           |  |  |              |                        |              |              |              |  |
|  |             | Matteo Viola           | Matteo Viola           | 2           | 63          |  |  | 2            | Édouard Roger-Vasselin | 7            | 2            | 6            |  |
|  | WC          | Yasutaka Uchiyama      | Yasutaka Uchiyama      | 4           | 6           |  |  | 7            | Alejandro Falla        | 5            | 6            | 3            |  |
|  | 7           | Alejandro Falla        | Alejandro Falla        | 6           | 7           |  |  |              |                        |              |              |              |  |

### Sezione 3
|  | Primo turno | Primo turno       | Primo turno       | Primo turno | Primo turno |  |  | Ultimo turno | Ultimo turno      | Ultimo turno | Ultimo turno | Ultimo turno |  |
|  |             |                   |                   |             |             |  |  |              |                   |              |              |              |  |
|  | 3           | Benjamin Becker   | Benjamin Becker   | 6           | 6           |  |  |              |                   |              |              |              |  |
|  |             | Miša Zverev       | Miša Zverev       | 4           | 2           |  |  | 3            | Benjamin Becker   | 2            | 7            | 7            |  |
|  | WC          | Shuichi Sekiguchi | Shuichi Sekiguchi | 3           | 2           |  |  | 6            | Michał Przysiężny | 6            | 65           | 6            |  |
|  | 6           | Michał Przysiężny | Michał Przysiężny | 6           | 6           |  |  |              |                   |              |              |              |  |

### Sezione 4
|  | Primo turno | Primo turno     | Primo turno | Primo turno | Primo turno |  |  | Ultimo turno | Ultimo turno  | Ultimo turno | Ultimo turno | Ultimo turno |  |
|  |             |                 |             |             |             |  |  |              |               |              |              |              |  |
|  | 4           | Grega Žemlja    | 6           | 6           | 0r          |  |  |              |               |              |              |              |  |
|  | WC          | Ryan Harrison   | 3           | 7           | 0           |  |  | WC           | Ryan Harrison | 2            | 6            | 6            |  |
|  |             | James Duckworth | 65          | 6           | 4           |  |  | 5            | Lukáš Lacko   | 6            | 4            | 2            |  |
|  | 5           | Lukáš Lacko     | 7           | 4           | 6           |  |  |              |               |              |              |              |  |